# Campionati del mondo di ciclismo su pista 1958
I Campionati del mondo di ciclismo su pista 1958 (en.: 1958 UCI Track World Championships) si svolsero a Parigi, in Francia.

## Medagliere
| #      | Nazione          | Oro | Argento | Bronzo | Totale |
| ------ | ---------------- | --- | ------- | ------ | ------ |
| 1      | Unione Sovietica | 2   | 1       | 0      | 3      |
| 1      | Francia          | 2   | 1       | 0      | 3      |
| 3      | Italia           | 1   | 3       | 3      | 7      |
| 4      | Regno Unito      | 1   | 1       | 2      | 4      |
| 5      | Germania Est     | 1   | 1       | 0      | 2      |
| 6      | Svizzera         | 1   | 0       | 0      | 1      |
| 7      | Spagna           | 0   | 1       | 0      | 1      |
| 8      | Paesi Bassi      | 0   | 0       | 2      | 2      |
| 9      | Australia        | 0   | 0       | 1      | 1      |
| Totale | Totale           | 8   | 8       | 8      | 24     |

## Sommario degli eventi
| Eventi                            | Oro                                 | Prestazione | Argento                             | Prestazione | Bronzo                           | Prestazione |
| Uomini Professionisti             |                                     |             |                                     |             |                                  |             |
| Velocità dettagli                 | Michel Rousseau Francia             |             | Enzo Sacchi Italia                  |             | Antonio Maspes Italia            |             |
| Inseguimento individuale dettagli | Roger Rivière Francia               |             | Leandro Faggin Italia               |             | Franco Gandini Italia            |             |
| Derny dettagli                    | Walter Bucher Svizzera              |             | Guillermo Timoner Spagna            |             | Wouter Wagtmans Paesi Bassi      |             |
| Uomini Dilettanti                 |                                     |             |                                     |             |                                  |             |
| Velocità dettagli                 | Valentino Gasparella Italia         |             | Sante Gaiardoni Italia              |             | Dick Ploog Australia             |             |
| Inseguimento individuale dettagli | Norman Sheil Regno Unito            |             | Philippe Gaudrillet Francia         |             | Carlo Simonigh Italia            |             |
| Derny dettagli                    | Lothar Meister Germania Est         |             | Heinz Wahl Germania Est             |             | Arie van Houwelingen Paesi Bassi |             |
| Donne                             |                                     |             |                                     |             |                                  |             |
| Velocità dettagli                 | Galina Ermolaeva Unione Sovietica   |             | Valentina Maximova Unione Sovietica |             | Jean Dunn Regno Unito            |             |
| Inseguimento individuale dettagli | Ludmila Kotchetova Unione Sovietica |             | Stella Ball Regno Unito             |             | Katheleen Ray Regno Unito        |             |